# Hans Günther Natke

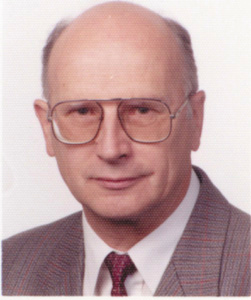
Hans Günther Natke

Hans Günther Natke (* 9. Mai 1933 in Elbing; † 28. August 2002 in Hannover) war ein deutscher Wissenschaftler, zunächst in der Flugzeugindustrie später als Professor für Dynamik, Schwingungs- und Messtechnik des Curt-Risch Institutes der Universität Hannover. Er arbeitete insbesondere an der Systemtheorie, der Parameteridentifikation dynamischer Systeme und fehlerkontrollierter, versuchsgestützter Modellanpassungen.

## Werdegang
Natke wurde am 9. Mai 1933 in Elbing in Preußen geboren. 1945 flüchtete die Familie zunächst bis Neustadt in Westpreußen und von dort weiter nach Schwerin in Mecklenburg, wohin sein Vater als Stadtamtmann die Elbinger Stadtverwaltung verlegen sollte. Bis 1951 besuchte Natke die Einheitsoberschule am Pfaffenteich in Schwerin und floh dann mit den Eltern nach Braunschweig, wo er 1952 die Hochschulreife erwarb. Inzwischen mit den Eltern nach Hannover umgezogen, begann er dort im Sommersemester 1953 das Studium der Mathematik und Physik, wechselte aber dann zur Mathematik, weil ihm die Praktika in Chemie und Physik nicht zusagten.
Nach dem Diplomexamen im Jahre 1958 war er zunächst ein Jahr am Amt für Bodenforschung in Hannover tätig und begann im Januar 1959 eine bis April 1976 dauernde und sein weiteres Leben prägende Tätigkeit bei der Weser-Flugzeugbau GmbH in Bremen-Lemwerder und zwar in der im Aufbau befindlichen Schwingungs- und Stabilitätsgruppe innerhalb der Versuchsabteilung. Im Jahr 1968 wurde er Hauptabteilungsleiter für Schwingungstechnik in dem umstrukturierten Werk, das nun Vereinigte Flugtechnische Werke – Fokker GmbH (VFW) hieß.
Nach Lehraufträgen für die Vorlesung „Aeroelastik“ an der Technischen Universität Berlin in den Sommersemestern 1970 und 1971 auf Betreiben von Gienke habilitierte sich Natke dort im Jahr 1971 mit der Schrift „Die Berechnung der Eigenschwingungsgrößen eines gedämpften Systems aus den Ergebnissen eines Schwingungsversuchs in einer Erregerkonfiguration“. Nach Unstimmigkeiten mit den VFW Bremen bemühte sich Natke um eine Hochschulprofessur und hatte in Hannover Erfolg. Er wurde am 1. Mai 1976 ordentlicher Professor des Lehrstuhls für Schwingungs- und Messkunde sowie Direktor des Curt-Risch-Institutes im Fachbereich Bauingenieurwesen und Vermessungskunde.

## Wissenschaftliches Wirken
Natke wirkte bei der experimentellen und theoretisch-numerischen dynamischen Strukturanalyse folgender Neukonstruktionen verantwortlich mit:
- Transportflugzeug Transall C-160 als deutsch-französisches Gemeinschaftsprojekt
- 3. Stufe der Trägerrakete für die Europa I
- Verkehrsflugzeug VFW 614
- Airbus A300 B

Im Jahr 1982 erschien seine bedeutende Monographie „Einführung in Theorie und Praxis der Zeitreihen- und Modalanalyse“. Hierin wird die Messtechnik sowie die Parameteridentifikation schwingender mechanischer Systeme mit Einschluss der fehlerkontrollierten Korrektur der Reihenmodelle tiefgehend und anwendungsorientiert behandelt. Im Jahr 1990 erhielt Natke zusammen mit seinem Partner J. T. P. Yao einen der erstmals verliehenen Max-Planck-Forschungspreise der Alexander-von-Humboldt-Gesellschaft und der Max-Planck-Gesellschaft, dotiert mit 100.000 DM.
Mit Yao arbeitete er an Fragen der materiellen, strukturellen und lastbedingten Unsicherheiten in Bezug auf die Systemidentifikation, auch unter Einbeziehung von Schädigungsentwicklungen, die zum Versagen führen können. Mit Czeslaw Cempel von der Polytechnischen Universität Posen verband ihn das Interesse an der Schadensdiagnostik und der Zuverlässigkeit komplexer Konstruktionen aus verschiedener Sicht. Mit ihm führte er Workshops durch und veröffentlichte im Jahr 1997 gemeinsam die Monographie „Model-Aided Diagnosis of Mechanical Systems“. Hierin sind wissensbasierte Entscheidungsmethoden für die Überwachung, die modell-gestützte Diagnose und die Bewertung der Zuverlässigkeit komplexer Konstruktionen einbezogen. Mit Yakov Ben-Haim aus Haifa, einem Humboldt-Stipendiaten, verbanden ihn integrierte experimentell-mathematische Methoden zur Erfassung und Bewertung der Unsicherheiten von Konstruktionen aus der Sicht der Zuverlässigkeit. Zu erwähnen ist ein internationaler Workshop in Lambrecht im Jahre 1996, dessen Proceedings von beiden Veranstaltern unter dem Titel „Uncertainty: Models and Measures“ in Buchform veröffentlicht wurden.
Natke veranstaltete periodische Tagungen mit den Themen „Dynamische Probleme - Modellierung und Wirklichkeit“, teils zusammen mit Fachkollegen. Mit weiteren ausländischen Wissenschaftlern veröffentlichte Natke Arbeiten, hielt – vor allem in China – Vorträge auf Einladung und beriet die Kollegen zu den dortigen Forschungsvorhaben.
Natkes wissenschaftliches Lebenswerk mit 6 Monographien und etwa 200 Veröffentlichungen in Zeitschriften und Tagungsbänden, seine Workshops und Lehrgänge für Wissenschaft und Praxis und weiterhin seine Gutachten für komplizierte Auslegungs- und Schadensfälle als Direktor des Curt-Risch-Instituts ließen ihn in den 1980er und 1990er Jahren zum bedeutendsten strukturellen Systemanalysten Deutschlands und zu einem der führenden in der Welt heranreifen. Hieraus folgten viele hohe Ehrungen wie die Ehrendoktorwürden der Polytechnischen Universität Posen, Polen, und der Technischen Universität „Gh. Asachi“ in Iasi, Rumänien, die Consulting-Professorship der Xi’an Jiaotong University in China sowie 4 weitere Forschungspreise und Ehrenmitgliedschaften in wissenschaftlichen Gesellschaften.

## Sonstiges
Natke war mit Brigitte Natke (geb. Holk, * 1934) verheiratet und hatte vier Kinder. Ein Hobby wurde in den 1990er Jahren das Fliegen, erst mit einmotorigen und dann auch mit zweimotorigen Maschinen, hauptsächlich in Deutschland und in den USA.
Kurz vor seinem Tod beendete er auch sein letztes Buch „Autobiographische Fragmente“, das 2002 posthum im Unser Verlag, Hannover, erschien.

## Veröffentlichungen
- H. G. Natke, O. Mahrenholtz (Hrsg.): Aeroelastische Probleme außerhalb der Luft und Raumfahrt. Band I und II; Mitteilung des CurtRisch-Institutes der Technischen Universität Hannover 1978, CRI-K 1/78 (Selbstverlag)
- H. G. Natke, G. Weber (Hrsg.): Festschrift H.W. Koch zum 75. Geburtstag. Band I und II; Hannover 1982, CRI-K1, 2/82 (Selbstverlag)
- H. G. Natke (Hrsg.): Identification of Vibrating Structures. CISM Courses and Lectures No. 272, Springer-Verlag Wien, New York, 1982
- H. G. Natke: Einführung in Theorie und Praxis der Zeitreihen- und Modalanalyse – Identifikation schwingungsfähiger elastomechanischer Systeme. Friedr. Vieweg & Sohn, Braunschweig/Wiesbaden 1983. (2. Auflage 1988, 3. Auflage 1992)
- H. G. Natke (Hrsg.): Dynamische Probleme – Modellierung und Wirklichkeit – Vorträge der Tagung am 4. und 5. Okt. 1984 in Hannover. Mitteilung des Curt-Risch-Instituts der Universität Hannover, CRI-K1/84, Bd. I und Bd. II, Hannover 1984 (Selbstverlag)
- H. G. Natke, K. Popp (Hrsg.): Dynamische Probleme – Modellierung und Wirklichkeit – Vorträge der Tagung am 1. und 2. Okt. 1987 in Hannover. Mitteilung des Curt-Risch-Instituts der Universität Hannover, CRI-K1/87, Hannover 1987 (Selbstverlag)
- H. G. Natke, J. T. P. Yao (Hrsg.): Structural Safety Evaluation Based on System Identification Approaches; Proceedings of the Workshop at Lambrecht, Pfalz. Friedr. Vieweg & Sohn, Braunschweig/Wiesbaden, 1988
- H. G. Natke (Hrsg.): Application of System Identification in Engineering. CISM Courses and Lectures, No. 296, Springer-Verlag Wien, New York, 1988
- H. G. Natke: Baudynamik – Einführung in die Dynamik mit Anwendungen aus dem Bauwesen. LAMM-Reihe, Bd. 66, B.G. Teubner, Stuttgart, 1989
- H. G. Natke, H. Neunzert, K. Popp (Hrsg.): Dynamische Probleme – Modellierung und Wirklichkeit – Vorträge der Tagung am 4. und 5. Oktober 1990 in Hannover. Mitteilung des Curt-Risch-Instituts der Universität Hannover, CRI-K 1/90, Hannover 1990 (Selbstverlag)
- H. G. Natke, G. R. Tomlinson, J. T. P. Yao (Hrsg.): Safety Evaluation Based on Identification Approaches Related to Time Variant and Nonlinear Structures; Proceedings of the Workshop at Lambrecht, Pfalz. Friedr. Vieweg & Sohn, Braunschweig/Wiesbaden, 1993.
- H. G. Natke, H. K. Tönshoff, P. G. Meltzer (Hrsg.): Dynamische Probleme – Modellierung und Wirklichkeit – Systemsicherheit: Überwachung – Schadensentdeckung – Beurteilung; Vorträge der Tagung am 7. und 8. Oktober 1993 in Hannover. Mitteilung des Curt-Risch-Instituts der Universität Hannover, CRI-K 3/93, Hannover 1993 (Selbstverlag)
- H. G. Natke (Hrsg.): Proceedings of the International Workshop on Inverse Problems. Mitteilungen des Curt-Risch-Instituts, CRI-K-1/93, 1993
- H. G. Natke, C. Cempel (Hrsg.): Summer School on Systems Engineering. Collection of Lecture Notes, Mitteilung des Curt-Risch-Instituts der Universität Hannover, 1995, CRI-K1/95
- H. Bachmann u. a.: Vibration Problems in Structures, Practical Guidelines. Birkhäuser Verlag, Basel, Boston, Berlin, 1995, 2nd edition 1997
- H. G. Natke, C. Cempel: Model-Aided Diagnosis of Mechanical Systems – Fundamentals, Detection, Localization, Assessment. Springer-Verlag, 1997
- H. G. Natke, Y. Ben-Haim (Hrsg.): Uncertainty: Models and Measures, Proc. of the Internat. Workshop held in Lambrecht, Germany, July 22-24, 1996. Mathematical Research, Vol. 99, Akademie-Verlag, Berlin, 1997
- H. G. Natke: Modelle und Wirklichkeit – Eine systemische Betrachtung. Unser Verlag, Hannover 1999.
- H. G. Natke: Models and Reality in Systems Dynamics. 2000, Unser Verlag, Hannover
- H. G. Natke (Hrsg.): Dynamische Probleme – Modellierung und Wirklichkeit, Schwerpunkt Systemüberwachung; Vorträge der 6. Tagung am 5. und 6. Oktober 2000 in Hannover. Mitteilung des Curt-Risch-Instituts der Universität Hannover, CRI-K 1/2000
- H. G. Natke: Introduction to Multidisciplinary Model Building. WIT Press, 2002.
- H. G. Natke: Autobiografische Fragmente. Unser Verlag, Hannover 2002.